# CS/LM6型重机枪
CS/LM6型重机枪是一款由中国四川华庆机械有限責任公司制造的重机枪，是美国白朗寧M2HB的未授權仿制型，发射12.7×99毫米北约口徑（.50 BMG）制式步枪子彈。

## 歷史
2010年12月，中国外贸设计定型了CS/LM6型重机枪，该枪为中国军工部门在美国白朗寧M2HB重机枪结构基础上进行仿制的产品。中国仿制的目的是学习并掌握M2HB重机枪的先进技术及经验，提高中国轻武器研发与制造水平，并扩大中国军品的外贸出口能力。

## 设计细節
CS/LM6型重机枪是在美国白朗寧M2HB重机枪基础上进行仿研的车、陆两用重机枪。配装在各种车辆和舰船上时使用枪架固定，陆用时需要使用三脚架和携行具。与M2HB重机枪相比，其枪身上方的機匣蓋顶部增设有MIL-STD-1913戰術導軌，可选用更多光学瞄准附件。2010年，该枪通过外贸设计定型，其性能与白朗寧M2HB重机枪相当。
CS/LM6型重机枪以平射功能为主要目的，兼高射功能。平射时，主要用于歼灭1,600公尺（1,749.78码，5,249.34英尺，0.99英里）距离内的敌军集群有生目标，压制敌方火力点及轻型武器，在1,000公尺（1,093.61码，3,280.84英尺，0.62英里）距离内可击穿敌军轻型装甲；高射时，可对付1,000公尺（1,093.61码，3,280.84英尺，0.62英里）距离内敌方攻击直升机等低空飞行目标。其既可架設於三脚架以上用作陆用武器；另外还可配装专用机枪枪架，架設在各类车辆，例如轻型吉普车和裝步戰車以上，用作地面支援武器；也可用作坦克上的并列机枪。
该枪由枪身、弹箱、三脚架、白光瞄准镜、随枪附件以及单兵携行具所组成。其不但保持了白朗寧M2HB重机枪枪身与三脚架的原有接口规格以配装原枪的三脚架，而且枪身的主要部件可与原枪实现互换。枪尾部件除了设有机械击发装置以外还设计有电子控制击发装置接口。根据用户的需要，CS/LM6可选配安装电子控制击发装置，以便于在车内电控操纵。
CS/LM6型重机枪标准配置的弹箱容弹量为100发；但根据战术需求或安装平台的不同，还可配装其他容弹量的弹箱。三脚架刚度与枪身动态匹配性能良好，100公尺（109.36码，328.08英尺）立靶射击密集度R50值在95毫米以内，比仿研时所提出的战技指标R50≤130毫米小得多。
随枪附件齐全，包括冲子、扳手、通条、油壶、弹膛刷、线膛刷等工具，便于进行枪械维修保养。另外，该枪还可选配各种单兵携行具。全枪可快速拆卸成枪管组件、枪身组件、三脚架组件、一具瞄准镜盒＋两个弹箱（装满弹）4部分，由4名士兵利用标配的单兵携行具携行，便于在山区等地形快速机动。

## 技术亮点
为了使CS/LM6型重机枪达到技术、经济等方面的合理配置，在仿研过程中，科研人员坚持对动力特性有影响的结构件及结构参数进行优化，始终坚持“高性能、低成本”的指导思想。原材料立足国内比较成熟的传统材料，并根据该枪的功能特性分析确定了薄弱环节和关键技术，通过可靠性试验、环境摸拟试验、综合寿命试验等方法进行系统验证。根据验证结果，调整了原材料的选择，优化了结构设计，选择出合理的配合尺寸和工艺参数，全枪呈现出的六大技术亮点如下：

### 零部件全部中国生产化
研制人员在仿研白朗寧M2HB重机枪的时候，既无引进的图纸资料和工装设备，也无引进的原枪材料型号规格，完全是靠测绘白朗寧M2HB重机枪实物而进行探索设计的。这样，就会带来许多问题，如材料性能不匹配等就有可能造成仿研出的机枪性能达不到原枪的性能要求。
然而，研制人员经过探CS/LM6型重机枪可快速拆卸成枪管组件、枪身组件、三脚架组件、一具瞄准镜盒＋两只弹箱（装满弹）4部分，由4名士兵利用标配的单兵携行具携行。
CS/LM6型重机枪配装在东风猛士（中国制战地越野汽车）轻型越野突击车上并进行沙漠区试验索和大量实践，使CS/LM6型重机枪的零部件全部实现中国生产化，不仅使其性能达到白朗寧M2HB重机枪的要求，而且降低了原材料和生产的成本。
全枪零件采用钢件率达99％以上，而有色金属和非金属材料的使用则极少。枪管、击针、枪机机头、加速器、取弹钩等关重零件采用的合金材料均为国内货源有保证的牌号。

### 冷精锻+激光强化的枪管内膛
白朗寧M2HB重机枪枪管的弹膛、坡膛以及火药燃气冲刷区均采用硬质合金材料的镶嵌件进行加强，加强后的枪管内膛抗火药燃气的烧蚀能力得到显著提升，单根枪管的寿命达到10,000发以上。但镶嵌工艺较为复杂，生产效率低，质量保证有一定难度，成本较高。
CS/LM6型重机枪枪管的加工手法则是采用整体式钢件结构，线膛由冷精锻工艺成形而非复杂的硬质合金件镶嵌弹膛，内膛在镀铬前采用具有自主知识产权的激光强化工艺技术，使内膛的金属层得到了强化并提高了铬层的附着力，显著提高了枪管内膛的抗烧蚀能力，单根枪管的寿命也达到10,000发以上。

### 传动效率高的加速机构
M2HB重机枪采用一个加速机构来使机头获得足够的能量，以完成自动循环动作。
最初所设计出的CS/LM6型重机枪样枪的枪口动能仅有15,092焦耳（M2HB的枪口动能达到18,720焦耳），开锁前的后坐组件质量达18公斤，开锁后枪机部件质量也有2.31公斤。枪口动能低，而后坐组件质量较大。
要完成自动循环，就必须在加速机构（加速子）的设计上下功夫——加速机构需要在加速过程中运动平稳，而且加速时机和加速行程要选择适当。经多次攻关才解决了这一问题，实现了加速机构加速平稳、加速传动效率高、相关零件使用寿命长等关键技术要求。
加速机构的具体工作方式是：闭锁状态下，加速子上部位于枪机后端下方，加速子并不起作用。枪机、枪管开锁后，枪管节套向后撞击加速子上部，加速子向后旋转，其上部便向后推枪机加速后坐。

### 节省工时和材料的机匣铆接技术
冲铆加工工艺的优点是，可简化零件加工，适于大批量生产，有效降低生产与材料成本。但研制人员在仿研时既无引进的铆接工艺流程又无引进的专用工装卡具，必须完全由自己探索设计以保证机匣铆接的牢固和各铆接件位置尺寸的准确。只有使机匣各部件的铆接能达到要求，方可确保枪管后坐、机头运动灵活、供弹可靠、限位精确等要求。因此研制人员在充分利用现有铆接设备的基础上，通过设计、优化铆接工艺流程并设计出多种专用铆接夹具、辅具，最终确保了机匣的铆接质量，为大量生产奠定了良好基础。

### 可发射国内外制造的M2系列弹
研制人员对CS/LM6型重机枪的枪管内膛尺寸进行优化设计，确定合理的内膛结构参数，使枪管与枪弹的配合更加合理。能发射中国生产及中国国外制造的M2系列机枪子弹。

### 设有皮卡汀尼导轨，可配装中国内外瞄准镜
CS/LM6型重机枪不仅设有机械瞄具，而且在机匣盖以上增设有MIL-STD-1913戰術導軌，可配装中国内外通用MIL-STD-1913战术导轨的各种光学瞄准镜。其MIL-STD-1913战术导轨利用表尺座到机匣上盖前端的有限空间设置，达到了既美观、人机工效又良好的效果。
CS/LM6型重机枪光学瞄准镜的标准配置是中国制造的CS/OS12型5倍平射白光瞄准镜和CS/OS11型1倍高射白光瞄准镜两种，可根据平射、高射作战的需要选择装設。

## 外部連結
- （英文）—Chinese Military Review－Chinese CS LM6 0.50' Machine Gun For Export（页面存档备份，存于）
- （简体中文）—中国武器大全—中国版M2HB：CS/LM6 0.50英寸重机枪